# Tarsotinthia
Tarsotinthia is een geslacht van vlinders uit de familie wespvlinders (Sesiidae), onderfamilie Tinthiinae.
Tarsotinthia is voor het eerst wetenschappelijk beschreven door Arita & Gorbunov in 2003. De typesoort is Tarsotinthia albogastra.

## Soort
Tarsotinthia omvat de volgende soort:
- Tarsotinthia albogastra Arita & Gorbunov, 2003